# Кашина Вај (Комо)
Кашина Вај је насеље у Италији у округу Комо, региону Ломбардија.
Према процени из 2011. у насељу је живело 37 становника. Насеље се налази на надморској висини од 319 м.